# Liste der Einträge im National Register of Historic Places im Calhoun County (Illinois)

Lage des Calhoun County in Illinois

Die Liste der Einträge im National Register of Historic Places im Calhoun County in Illinois führt alle sechs Bauwerke und historischen Stätten im Calhoun County auf, die in das National Register of Historic Places aufgenommen wurden.

## Legende
| NRHP | Historic Place    |
| HD   | Historic District |

## Aktuelle Einträge
| [ 2 ] | Name                        | Bild                        | Eintragsdatum        | Lage                                                                          | Ort        | Beschreibung |
| ----- | --------------------------- | --------------------------- | -------------------- | ----------------------------------------------------------------------------- | ---------- | ------------ |
| 1     | Brussels Historic District  | Brussels Historic District  | 1998 ID-Nr. 98000981 | Entlang der Main Street und der Community Street 38° 56′ 59″ N, 90° 35′ 13″ W | Brussels   |              |
| 2     | Golden Eagle-Toppmeyer Site | Golden Eagle-Toppmeyer Site | 1979 ID-Nr. 79000816 | Adresse nicht veröffentlicht                                                  | Brussels   |              |
| 3     | Kamp Mound Site             | Kamp Mound Site             | 1978 ID-Nr. 78001114 | Adresse nicht veröffentlicht                                                  | Kampsville |              |
| 4     | Kamp Store                  | Kamp Store                  | 1994 ID-Nr. 94000027 | Oak Street Ecke Broadway 39° 17′ 54″ N, 90° 36′ 37″ W                         | Kampsville |              |
| 5     | Michael Klunk Farmstead     | Michael Klunk Farmstead     | 1982 ID-Nr. 82002518 | Adresse nicht veröffentlicht                                                  | Michael    |              |
| 6     | Schudel No. 2 Site          | Schudel No. 2 Site          | 1979 ID-Nr. 79000817 | Adresse nicht veröffentlicht                                                  | Hamburg    |              |